# ユニモ (企業)

株式会社ユニモは、岐阜県関市で設立され、現在は鳥取県米子市に本社のある精密光学研究や超伝導技術の研究を行う民間研究所である。

## 概説
岐阜県関市にある、事業所にて精密研削・研磨機を運用して、光学素材の開発・販売を行う企業。本社は鳥取県米子市にあり、ベンチャー企業として活動を行っている。他の事業所としては東京大学天文学教育センター内や中部大学内に研究開発連絡拠点を設けて産学連携を進めている。

ナノオプトニクス研究所であったが2009年4月1日に社名を株式会社ナノオプトニクス・エナジーへ商号変更。

更に2015年1月9日に現社名へ変更した。

## 大型望遠鏡計画
現在名古屋大学大学院理学系研究科と京都大学大学院理学系研究科との間で国内初の3.8m口径の分割鏡型大型望遠鏡の研究開発を行っている。精密研削技術は非常に高度な技術が必要なため、研磨技術を更に進化させた研削・研磨専用の機械を有し、この機器の運用によって製造した鏡や光学素材を元にして大型望遠鏡の鏡を製造する計画を立てている。日本の大型望遠鏡はこれまで1枚鏡の反射式天体望遠鏡であるが、精密研削技術を用いて研磨した鏡をナノメートルオーダで接合する技術開発を実施中。
今後はこの分割鏡の研削を行い、最終的には能動駆動型のアクチュエータを鏡本体に取り付け、大型分割鏡として駆動させる計画を予定している。
大型望遠鏡の本体機構は京都市にある西村製作所にて製造を行い、岡山天体物理観測所では望遠鏡を入れる施設の準備を行うことを予定している。
口径3.8mの望遠鏡はリッチークレチアン式。ナスミス焦点系によって精密分光観測を目的にした2つの焦点を設ける。主観測波長は近赤外～可視光線。現在国立天文台ELT準備室などとも共同研究を行っている。

## その他
- 東京大学アタカマ天文台の最初の観測機器、中間赤外線分光器の心臓部である精密プリズムの製作を行う。
- 中部大学に寄付講座を設置し、超伝導直流電力送電・蓄電の研究支援を行う。